# Baykal Kulaksızoğlu
Baykal «Kulaksızoğlu» Bellusci (* 12. Mai 1983 in Istanbul) ist ein ehemaliger Schweizer Fussballspieler türkischer Herkunft.

## Karriere
Kulaksızoğlu war Spieler des 1. FC Köln. Zuvor spielte er beim FC Basel, den Grasshoppers Zürich und beim FC Thun. Zudem spielte er in der U21-Nationalmannschaft der Schweiz.
Beim 1. FC Köln erhielt Kulaksızoğlu einen Vertrag bis 2008. Zu Beginn der Saison 2006/07 kam er zu einigen Einsätzen, konnte sich jedoch nicht durchsetzen. Unter Christoph Daum kam er wie bei seinem Vorgänger kaum zum Zug. Kurz vor Saisonschluss zog sich Kulaksızoğlu im Training einen Achillessehnenriss zu. Am 20. Dezember 2007 wurde der Vertrag zwischen dem 1. FC Köln und Kulaksızoğlu aufgelöst. Darauf verpflichtete ihn der BSC Young Boys und holte ihn zurück in die Schweiz. Dort spielte er bis Ende Saison 2008/09 als defensiver Mittelfeldmann. Nach der Cupfinalniederlage und dem verspielten Meistertitel wurde das Kader «ausgemistet», Baykal und andere mussten den Verein verlassen. Nach einem Probetraining beim israelischen Klub Beitar Jerusalem lehnte Baykal wegen Morddrohungen der Fans aufgrund seines Glaubens (Muslim) den Vertrag ab. Später wurde er vom Super-League-Klub FC Aarau unter Vertrag genommen und erhielt die Rückennummer 4. Nach dem Abstieg des FC Aarau wechselte er in die Türkei zum Zweitligisten Karşıyaka SK. Nach einem kurzen Abstecher nach Lokomotive Sofia in Bulgarien wechselte er zurück in die Schweiz zum FC Schaffhausen. Als Captain führte er den FC Schaffhausen zurück in die Challenge League. Trotzdem wurde sein Vertrag nicht verlängert. Zur Saison 2013/14 wechselte er zum FC Tuggen, der in der 1. Liga Promotion spielt. Im Sommer 2014 wechselte er zum unterklassigen FC Linth 04 und war dort als Co-Trainer tätig. Zur Saison 16/17 wechselte er zum FC Muri im Kanton Aargau und spielte in der 1. Liga Classic. Am Ende der Saison beendete er seine Karriere.

## Nach der Karriere
Nach dem Karriereende wurde er Partner im Team der sbe Management AG in Wilen b. Wollerau.  Co-Inhaber sind unter anderem die ehemaligen Spitzenfussballer Philipp Degen und David Degen.

## Nationalmannschaft
Kulaksızoğlu entschied sich, für die Schweiz aufzulaufen. Er bestritt daher für die U-21-Nationalmannschaft der Schweiz zwischen 2003 und 2005 23 Spiele mit 5 Torerfolgen.

## Persönliches
Kulaksızoğlu nahm den Namen seiner Ehefrau Bellusci an.
Er hat die UEFA-B-Lizenz als Trainer. Während der Anstellung beim FC Linth 04 war er Co-Trainer unter Roland Schwegler.